# Anthidium manicatum
Espèce

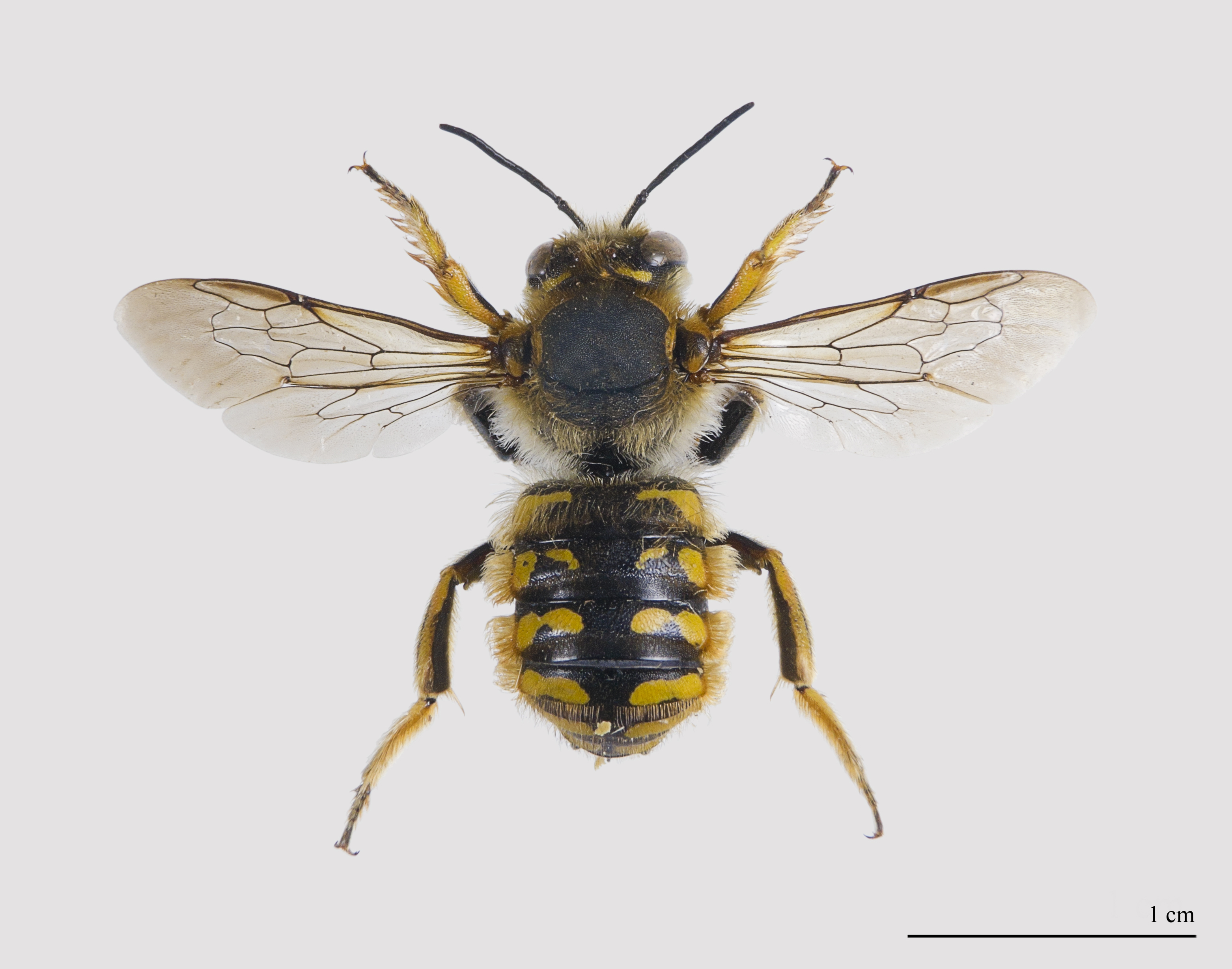
Mâle - Muséum de Toulouse.

Anthidium manicatum est une espèce d'hyménoptères de la famille des Megachilidae.
Comme d'autres espèces de son genre, on l'appelle abeille cotonnière à cause de son comportement : gratter les poils des feuilles comme celles de la Molène Bouillon-blanc ou de l'Épiaire laineuse qu'elle met en boule et qu'elle transporte sous son corps pour en revêtir son nid. Hors d'Europe, elle est considérée comme espèce invasive.

## Description

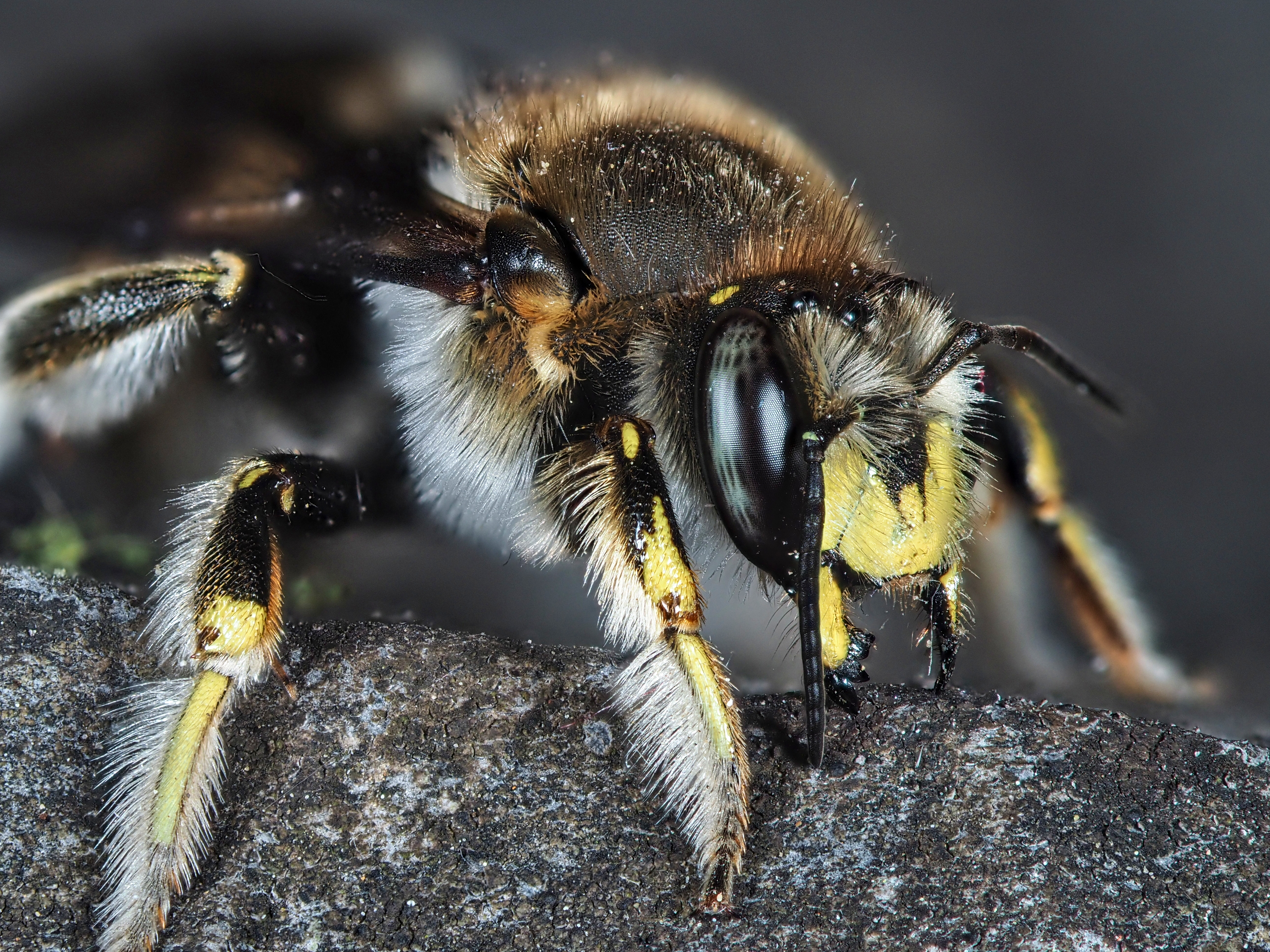
Un anthidium manicatum. Juin 2020.

Elle a une envergure d'environ 20 mm, avec une longueur de corps d'environ 11 à 13 mm pour les femelles, et 14 à 17 mm pour les mâles. Cette abeille est le plus souvent noire et jaune, avec une fourrure orange. Elle a aussi des taches jaunes sur les pattes et les côtés de l'abdomen. Les mâles sont nettement plus grands que les femelles.

## Distribution
Originaire d'Europe, d'Asie occidentale et de la côte d'Afrique du Nord, on la trouve aujourd'hui en Amérique du Nord, en Amérique du Sud, et de là Nouvelle-Zélande et dans les îles Canaries. Selon une étude de 2011, elle est considérée comme l'abeille plus largement répandue dans le monde parmi celles qui ne sont pas gérées par l'humain (telles que l'abeille mellifère (Apis mellifera), le bourdon terrestre (Bombus terrestris) ou Megachile rotundata).
Elle a été introduite accidentellement aux États-Unis dans les années 60, et détectée pour la première fois à Ithaca, dans l'Etat de New-York. Elle s'y est apparemment d'abord étendue lentement, détectée en 1991 en Ontario et en 1996 en Pennsylvanie. Dès 2001, elle s'est répandue à grande vitesse, tant au Nord-Est du continent (Québec, Illinois en 2004) que dans l'ouest, où elle est présente en Californie (2007) et en Oregon (2009), en Utah et au Colorado, et dans l'Ouest du Canada. Sa présence y est fortement corrélée avec les plantes exotiques, et son potentiel invasif, considéré comme important, serait surtout lié aux habitats développés (synanthropie).
En parallèle, elle s'est répandue en Amérique du Sud, du Surinam à l'Argentine au Pérou et jusqu'au Chili (2015). Des données ont été collectées en Asie centrale dans les années 60, mais on ne sait pas s'il s'agit d'expansion ou si elle n'avait pas été détectée auparavant en raison des faibles prospections de la zone.
Les impacts de son invasion sont encore peu étudiés. En Nouvelle-Zélande, qui possède une faune et une flore très particulière, elle est considérée comme ne présentant pas une menace directe, tout en supposant de plus amples recherches. Aux États-Unis, une étude montre qu'en présence d'Anthidium manicatum, les bourdons locaux (notamment Bombus affinis, et Bombus impatiens), en forte diminution à cause de la perte de leurs habitats, sont exclus des ressources florales. Dans ce cas, le rôle des femelles est aussi important que celui des mâles par la compétition pour les sources de nectar. Toutefois, les bourdons semblaient capables de trouver des ressources ailleurs,.

## Habitat
En Europe, cette espèce se trouve normalement dans les jardins, champs, prairies. Elle niche dans des cavités dans le sol, le bois pourri, les galeries creusées par des insectes xylophages et les creux de murs.

## Comportement

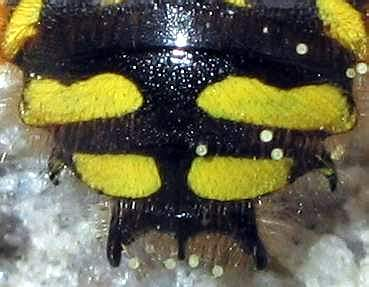
Anthidium manicatum - mâle, détail

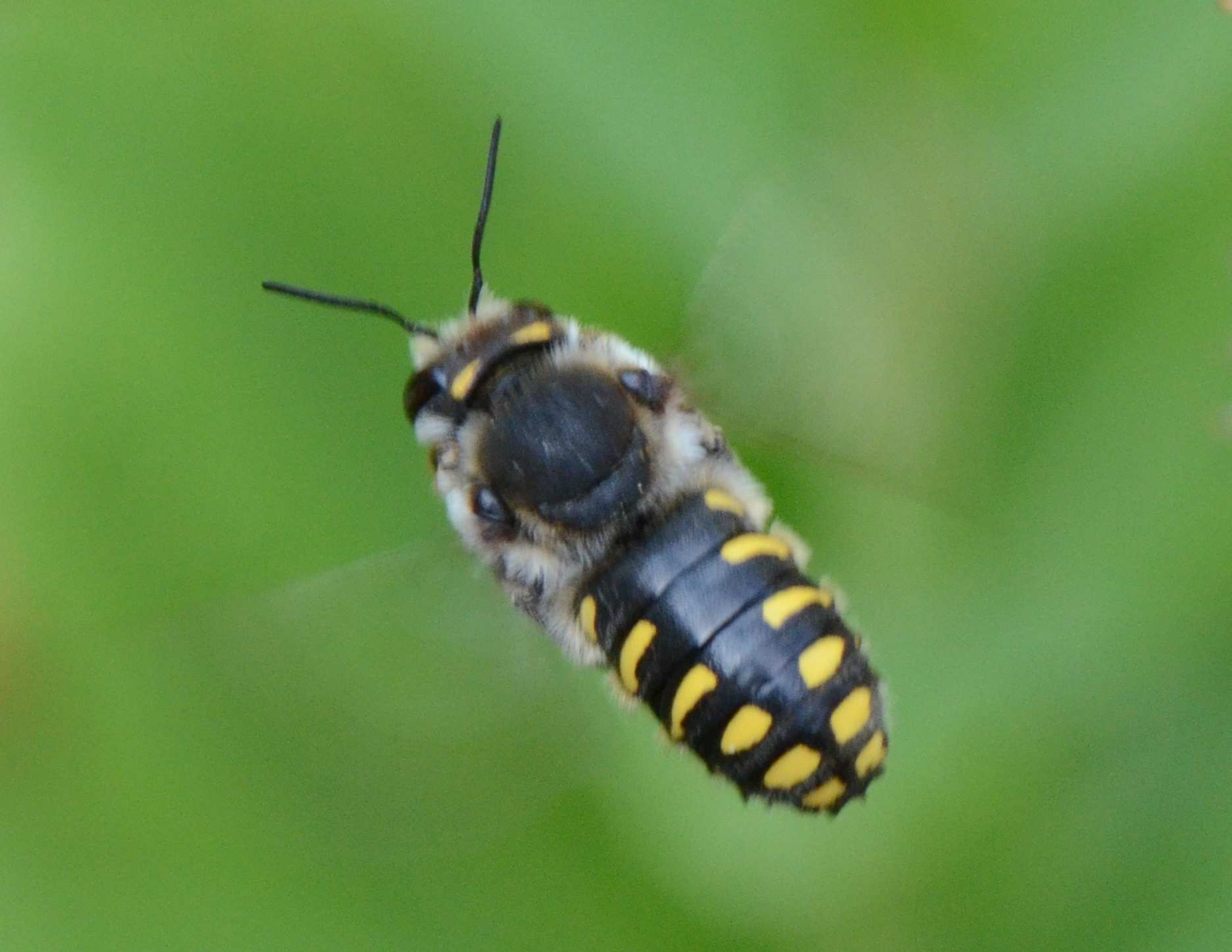
A. manicatum en vol stationnaire

L'espèce est territoriale. Les mâles, qui portent cinq pointes sur les deux segments terminaux de leur abdomen, sont très agressifs contre les autres mâles de leur espèce, ainsi que les autres insectes qui viennent butiner les fleurs de leur territoire, en les percutant à haute vitesse. Juste avant l'impact, ils arquent leur abdomen pour frapper avec leurs dards. Une étude a montré une moyenne de 70 attaques à l'heure sur les fleurs défendues, et qu'ils peuvent aller jusqu'à tuer des concurrents. Ils défendent également les femelles même s'ils les harcèlent en les immobilisant et en tentant à plusieurs reprises de s'accoupler avec elles. Mâles et femelles peuvent voler en vol stationnaire près des fleurs comme les mouches de la famille des Syrphidae.
Contrairement à d'autres espèces de la famille des Megachilidae, ces abeilles ne découpent pas les feuilles ou les pétales pour garnir leur nid, mais amassent les poils de certaines plantes (« coton »), ce qui leur a valu leur nom de cotonnière. En anglais, elles sont appelées « wool carder bee », ce qui signifie « abeille cardeuse de laine ».

## Alimentation
Elles consomment le nectar et le pollen des fleurs de différentes familles. Elles sont donc considérées comme des abeilles généralistes. Elles préfèrent les fleurs bleues qui ont une gorge longue.

## Sous-espèces
- Anthidium manicatum var. nigrithorax, Dalla Torre, 1877

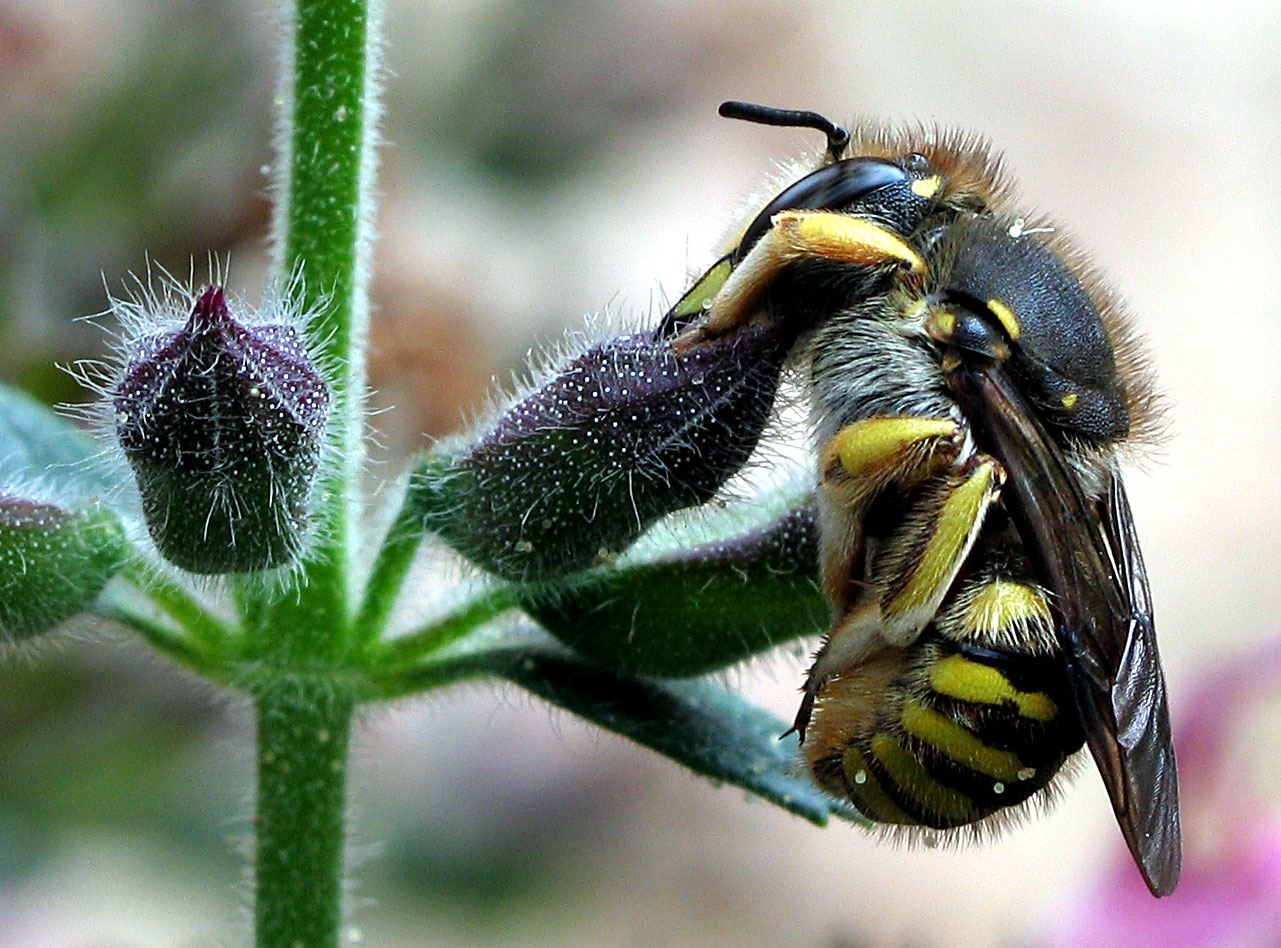
Anthidium manicatum endormie sur une fleur

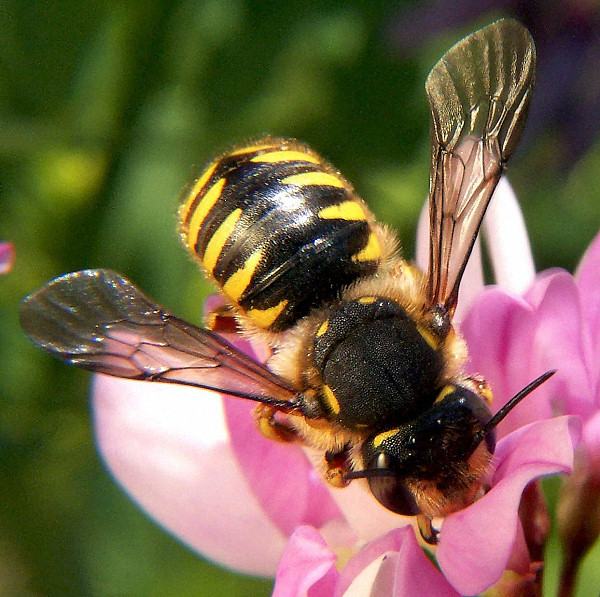
Femelle

- Anthidium manicatum var. fasciatum, Schirmer, 1915
- Anthidium manicatum var. nasicolle, Friese, 1917
- Anthidium manicatum var. luteum homonym, Gribodo, 1925
- Anthidium manicatum var. subcrenulata, Alfken, 1930
- Anthidium manicatum var. cyrenaica homonym, van der Zanden, 1992
- Anthidium manicatum var. gribodoi, Schwarz & Gusenleitner, 2003
- Anthidium manicatum var. barbarum, Lepeletier, 1841